# Catharina Sturzenegger
 Catharina Clara Sturzenegger  (* 5. Dezember 1854 in Speicher AR; † 11. Oktober 1929 in Zürich; heimatberechtigt in Trogen) war eine Schweizer Journalistin und Schriftstellerin und Mitarbeiterin des Roten Kreuzes. Als Journalistin schrieb sie zunächst unter dem Pseudonym C. Albertini; auch später kürzte sie ihren Vornamen ab, um nicht als Frau identifiziert zu werden.

## Leben
Catharina Clara Sturzenegger wurde 1854 als Tochter von Johann Ulrich Sturzenegger, verarmter Kleinbauer und Heimweber, und Anna Barbara Koller, Tochter des Grossfabrikanten Johann Ulrich Koller, von Speicher, geboren. Sturzenegger musste ab dem sechsten Lebensjahr neben der Schule als Fädlerin arbeiten. Sie besuchte das Lehrerseminar der Einwohnermädchenschule in Bern. Sie arbeitete von 1874 bis 1876 und ab 1879 bis 1882 als Lehrerin in Kandergrund. Von 1876 bis 1876 unterrichtete sie in Ramsen sowie ab 1878 bis 1879 in Magglingen. Wegen gesundheitlicher Probleme musste sie 1882 den Schuldienst aufgeben.
Von 1884 bis 1899 war sie als Posthalterin tätig, zunächst in Wolfhalden, wo sie als einzige Frau dem Schützenverein angehörte, und von 1896 bis 1899 in Grub. Sie kämpfte für ein Pensionsgesetz für Postbeamte. 1899 bis 1903 leitete sie eine Buchdruckerei in Bern.
Neben ihrer Arbeit bei der Post begann Sturzenegger eine Karriere als Journalistin. Zur Tarnung der weiblichen Autorschaft benutzte sie bis 1896 das Pseudonym C. Albertini, danach C. Sturzenegger. Die Bekanntschaft mit Henry Dunant liess sie zur eifrigen Verfechterin seiner Ideale werden. Ihr Beitrag Ossmund oder Friede auf Erden erreichte in Stockholm in einem internationalen Preisausschreiben für praktische Vorschläge zu Frieden und Abrüstung einen vorderen Rang. Aus pazifistischer Sicht verfasste sie eine Schweizergeschichte, die ihr an der Landesausstellung Genf 1896 und an der Weltausstellung Paris 1900 je eine Ehrenmeldung eintrug.
Sie war als Abgesandte des Roten Kreuzes während des Russisch-Japanischen Krieges (1904/1905). Von 1904 bis 1908 hielt sie sich als Rotkreuzhelferin und Korrespondentin in Japan auf und gründete in Tokio eine Privatschule für deutsche Sprache. Dann arbeitete sie als Redaktorin in Würzburg und Zürich. Während der Balkankriege (1912/1913) war sie als Kriegshelferin und Korrespondentin tätig, im Ersten Weltkrieg in Serbien. Sie setzte sich publizistisch für Serbien ein. Ihre Erlebnisse als Krankenschwester verarbeitete sie in mehreren Büchern. So schrieb sie über von österreich-ungarischen, bulgarischen und deutschen Soldaten begangene Kriegsverbrechen an der serbischen Zivilbevölkerung und belegte diese mit zahlreichen Fotografien. 1920 verlieh ihr Prinz Alexander von Serbien den Sava-Orden 4. Grades.
1922 war sie als Herausgeberin und Redaktorin der Zeitschrift Aus der Heimat und Fremde tätig. Zum Dank für ihre Verdienste übernahm die jugoslawische Regierung 1929 die Kosten für ihr Begräbnis. Die als Schriftstellerin nur zweitrangige Sturzenegger litt zeitlebens darunter, als Frau ihre Tatkraft nicht voll entfalten zu können. Ihr Engagement in der humanitären Hilfe entschädigte sie für diese Einschränkung.

## Schriften
- Serbia at War 1914–1916. Gornji Milanovac, 1989. (serbisch)
- Die Wiederauferstehung Serbiens. Seine glorreichsten und seine dunkelsten Tage. Freie, Berlin & Bern 1920.